# Сиротін Євген Олексійович
Євге́н Олексі́йович Сиро́тін (5 грудня 1992 — 6 серпня 2014) — старший сержант Збройних сил України, учасник російсько-української війни.

## Життєпис
Народився 1992 року в місті Запоріжжя. Після закінчення училища три роки служив за контрактом.
Старший сержант, командир гармати 55-ї окремої артилерійської бригади (Запоріжжя). У зону бойових дій артилеристів 55-ї бригади направили у складі 79-ї Миколаївської оаембр.
Востаннє на зв'язок з рідними виходив 4 серпня. Під час виходу з оточення під Дяковим у Луганській області бойова машина відстала від основного угруповання, яке виходило з «котла», і на блокпосту біля Красного Луча потрапила в засідку терористів, які закидали машину гранатами. Тоді ж полягли майор Петро Третяк і солдат Микола Сало.
Про загибель Євгена його рідні дізналися з проросійських сайтів, офіційно вважався зниклим безвісти. Згодом його смерть підтвердили співслужбовці, які прорвалися з оточення. Після вивезення тіла бійця з окупованої території та проведення експертизи ДНК, його поховали 6 грудня 2014 року на Капустянському кладовищі Запоріжжя.
Залишились мати Світлана Сиротіна і брат.

## Нагороди та вшанування
- 15 травня 2015 року — за особисту мужність і героїзм, виявлені у захисті державного суверенітету та територіальної цілісності України, вірність військовій присязі під час війни на сході України, відзначений — нагороджений орденом «За мужність» III ступеня (посмертно).
- його портрет розміщений на меморіалі «Стіна пам'яті полеглих за Україну» в Києві: секція 2, ряд 6, місце 25.
- вшановується на щоденному ранковому церемоніалі вшанування захисників України, які загинули цього дня у різні роки внаслідок російської збройної агресії на Сході України.[2]